# Eugenio Onegin (opera)
Eugenio Onegin (in russo Евгений Онегин?, Evgenij Onegin, AFI: jɪvˈɡʲenʲɪj ɐˈnʲeɡʲɪn), Op. 24, è un'opera o “scene liriche” di Pëtr Il'ič Čajkovskij. Il libretto fu scritto dal compositore stesso, con l'aiuto del fratello Modest e di Konstantin Stepanovič Šilovskij. L'opera è tratta dall'omonimo romanzo in versi di Aleksandr Sergeevič Puškin. La prima rappresentazione avvenne a Mosca il 17 (29) marzo 1879 al teatro Malyi.

## Storia della composizione

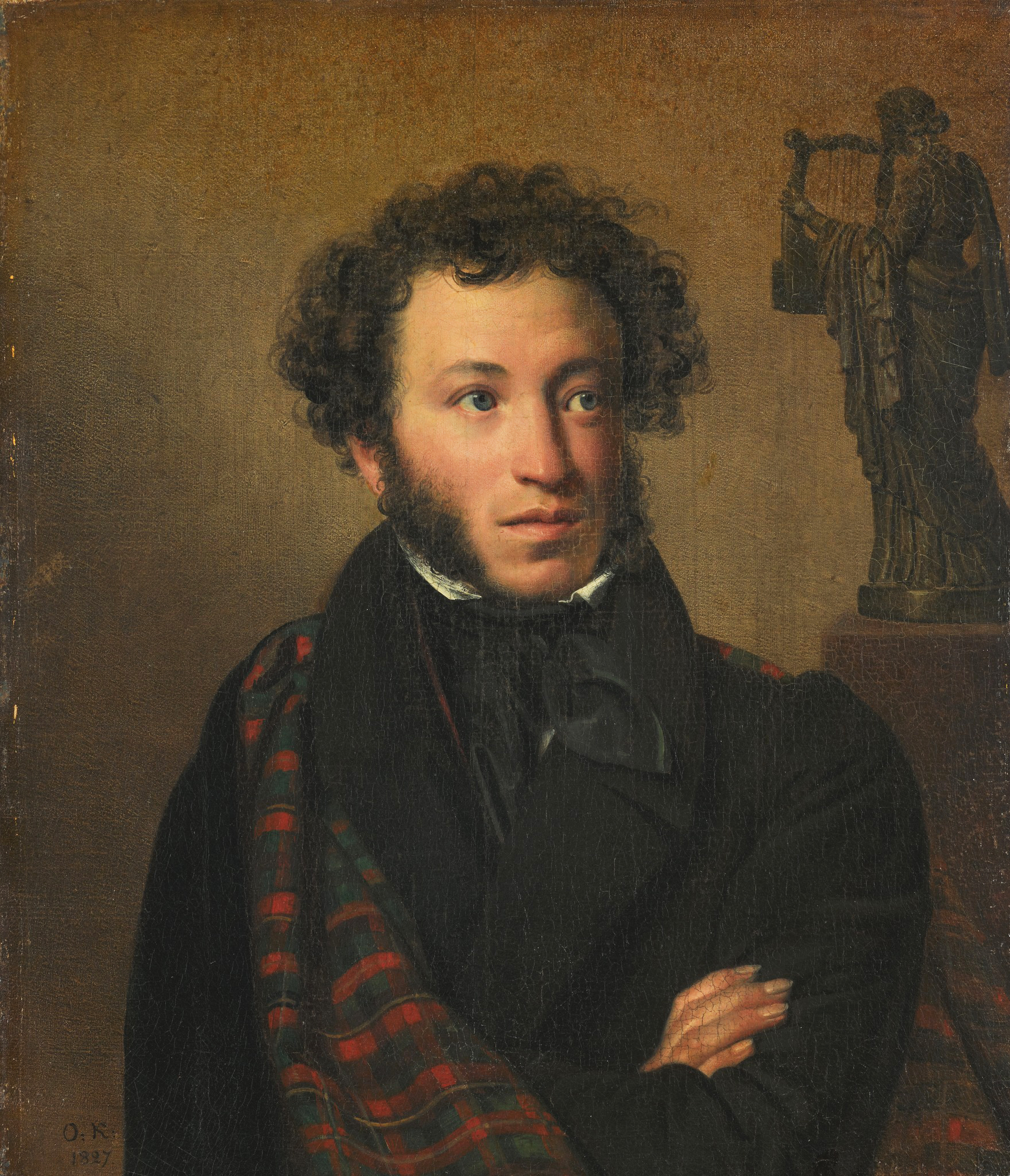
Aleksandr Puškin

Nel maggio del 1877, la cantante d'opera Elizaveta Lavrovskaja propose a Čajkovskij di creare un'opera basata sull'Evgenij Onegin di Puškin. Dopo un'iniziale perplessità, il compositore si dedicò con grande impegno al lavoro. Čajkovskij denominò l'opera come scene liriche. In effetti l'opera non si presenta come una storia continua, ma come una serie di episodi della vita di Onegin: essendo la storia originale ben nota, Čajkovskij riteneva che il pubblico avrebbe potuto facilmente sottintendere i dettagli da lui omessi. Nel gennaio del 1878 l'opera era terminata.
L'organico dell'orchestra era il seguente:
- Archi: violini I, violini II, viole, violoncelli e contrabbassi
- Legni: ottavino, 2 flauti, 2 oboi, 2 clarinetti (in si bemolle e la), 2 fagotti
- Ottoni: 4 corni (in fa), 2 trombe (in fa), 2 tromboni tenori, trombone basso
- Percussioni: timpani
- Altro: arpa

Čajkovskij scrisse al collega Sergej Taneev: «Se è mai stata composta una musica con passione sincera, con amore per la storia e i personaggi, quella è la musica per l'Onegin. Tremavo e mi scioglievo in un indicibile piacere mentre la scrivevo. Se gli ascoltatori sentissero una piccolissima parte di quello che io ho sperimentato mentre componevo l'opera, mi sentirei pienamente contento e non chiederei altro».
Čajkovskij affidò la messa in scena della prima agli studenti del conservatorio di Mosca: essa ebbe luogo il 17 (29) marzo 1879 al teatro Malyj, sotto la direzione di Nikolaj Rubinštejn. Due anni dopo, l'11 (23) gennaio 1881 l'opera fu messa in scena al teatro Bol'šoj con direttore Eduard Nápravník. Fuori dalla Russia l'opera venne rappresentata per la prima volta a Praga nel 1888, diretta dal compositore stesso. L'accoglienza iniziale in Europa dell'opera fu piuttosto tiepida: era vista come una curiosità russa.

## Trama
L'azione si svolge nella campagna russa e a San Pietroburgo intorno al 1820.

### Atto I
Scena prima Il giardino della residenza di campagna di Larina. La vedova Larina si intrattiene a parlare con la balia Filipp'evna: il canto delle figlie Olga e Tat'jana, che le giunge alle orecchie dalle finestre della dimora, le ricorda i tempi della sua giovinezza. Irrompe un gruppo di contadini che festeggia la mietitura con canti e danze. Olga si unisce alla baldoria, mentre Tat'jana se ne sta in disparte: questo provoca un amichevole diverbio tra le due sorelle, nel quale Olga rimprovera a Tat'jana di essere troppo romantica e di assumere, contrariamente a quanto fa lei, un atteggiamento rassegnato nei confronti della vita. Mentre le sorelle discutono viene annunziata la visita del vicino Lenskij, aspirante alla mano di Olga, accompagnato dall'amico Evgenij Onegin, giunto da San Pietroburgo; questi è un dandy dedito alla vita oziosa, il quale, seppur giovane, è già molto disilluso e privo di stimoli. Per propiziare la relazione tra Olga e Lenskij, Larina invita i due uomini a cena; durante il pasto, la figura distinta del nuovo ospite incuriosisce Tat'jana.
Scena seconda Camera da letto di Tat'jana. Subito dopo la cena Tat'jana appare molto nervosa e la balia, che ne nota lo strano comportamento, le augura la buona notte. Tat'jana non riesce a prendere sonno: il fascino di Onegin l'ha conquistata, e lei si trova in dubbio se esternargli i propri sentimenti o tenerli per sé. Al termine della notte insonne decide di scrivere una lettera a Onegin per dargli appuntamento al giorno dopo; la mattina successiva chiede a Filipp'evna di consegnargliela e la balia, pur preoccupata, accetta.
Scena terza Giardino della casa di Larina. Alcune serve raccolgono fragole e cantano spensierate, mentre Tat'jana si chiede struggendosi se Onegin accetterà o meno il suo appuntamento. L'uomo arriva: Onegin si dimostra distaccato anche se molto cortese, dicendole di non pensare al matrimonio e di non volersi impegnare.

### Atto II
Scena prima Salone da ballo in casa di Larina. Sono passate alcune settimane, durante le quali Olga e Lenskij si sono ufficialmente fidanzati. Nel corso di una festa per l'onomastico di Tat'jana, per puro dispetto Onegin fa ingelosire l'amico Lenskij ballando spesso con Olga. Mentre il maestro di francese Triquet declama una poesia in onore di Tat'jana, la tensione tra i due uomini cresce: Lenskij chiede a Onegin di lasciare in pace la sua fidanzata, ma alla fine della festa questi insiste per ballare ancora con Olga. Lenskij, in preda all'ira, accusa Onegin di essere una persona immorale e lo sfida a duello. I due vengono separati dagli astanti; sebbene nessuno dei due voglia realmente far del male all'altro, ormai la resa dei conti è inevitabile.
Scena seconda Le rive di un ruscello boscoso, di mattina presto. Lenskij arriva per primo sul luogo del duello, accompagnato dal suo padrino Zareckij. In attesa dell'arrivo del suo contendente, contempla la campagna innevata e rivolge un accorato addio ad Olga che forse non rivedrà mai più. Onegin arriva accompagnato dal suo servo, lo spiantato Guillot, suscitando l'indignazione di Zareckij. I due contendenti sono esitanti, essendo stati buoni amici fino al giorno prima, ma nessuno ha il coraggio di sottrarsi alla prova. I due padrini caricano le pistole ed al primo colpo Lenskij cade a terra morto. Mentre i due padrini constatano la sua morte, Onegin si dispera.

### Atto III
Scena prima Salone delle feste di un palazzo a San Pietroburgo. Sono passati tre anni. Onegin, appena tornato da un ennesimo lungo viaggio, è invitato a una festa in casa del principe Gremin, ma se ne sta in disparte: nonostante abbia molto viaggiato per allontanarne il ricordo, non si è mai ripreso dal rimorso per l'uccisione di Lenskij. Il principe Gremin, padrone di casa, fa il suo ingresso con la moglie, che altri non è che Tat'jana, e la presenta allo stupefatto Onegin. La donna non ha alcuna reazione al vedere l'uomo del quale si era invaghita alcuni anni prima, e lo tratta con freddezza mostrando di riconoscerlo appena, quindi si allontana al braccio del marito dicendogli di sentirsi stanca. Rimasti soli, Gremin racconta a Onegin di come l'animo gentile di sua moglie lo abbia sottratto a una vita triste e solitaria, per poi ritirarsi a sua volta. Onegin comprende che la stessa cosa sia accaduta a lui: si rende conto che l'amore di Tat'jana potrebbe essere l'unica via di salvezza, così le scrive una lettera per darle appuntamento.
Scena seconda Salotto della dimora del principe Gremin. Tat'jana legge la lettera di Onegin e piange ricordando il passato. Improvvisamente Onegin entra e si getta ai suoi piedi, ma ella gli rimprovera di interessarsi a lei solo ora che è diventata una persona ricca e importante. Onegin le dichiara che il suo amore è sincero e Tatiana, pur essendo ancora innamorata di lui, lo congeda definitivamente decisa a rimanere fedele al marito. Rimasto solo, Onegin viene sopraffatto da tutti gli errori commessi e si dispera.

## Struttura dell'opera

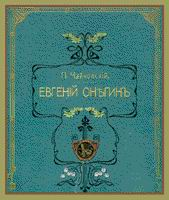
Frontespizio dell'edizione russa dello spartito (fine XIX secolo)

- Introduzione

### Atto I
Scena prima
- 1 Duetto e quartetto
- 2 Coro e danza dei contadini
- 3 Scena e arioso di Olga
- 4 Scena
- 5 Scena e quartetto
- 6 Scena e arioso di Lenskij
- 7 Scena finale

Scena seconda
- 8 Introduzione e scena con la balia
- 9 Scena della lettera
- 10 Scena e duetto

Scena terza
- 11 Coro delle fanciulle
- 12 Scena e aria di Onegin

### Atto II
Scena prima
- 13 Intermezzo e valzer con scena e coro
- 14 Scena e stornello di Triquet
- 15 Mazurca e scena
- 16 Finale

Scena seconda
- 17 Introduzione, scene e aria di Lenskij
- 18 Scena del duello

### Atto III
Scena prima
- 19 Polonaise
- 20 Scena, danza scozzese e aria del principe Gremin
- 21 Scena, arioso di Onegin e danza scozzese

Scena seconda
- 22 Scena finale

## Brani celebri
- Duetto di Tatjana e Olga (atto I);
- Scena della lettera (Tatjana, atto I);
- Aria di Onegin (atto I);
- Valzer (atto II);
- Aria di Lenski (atto II);
- Polacca (atto III);
- Aria di Gremin (atto III).

## Discografia
- Orchestra Sinfonica e Coro della Radiotelevisione Italiana, Nino Sanzogno (direttore), Roberto Benaglio (maestro del Coro), Amalia Pini (Larina), Rosanna Carteri (Tat'jana), Eugenia Zarewska (Olga), Giuseppe Taddei (Evgenij Onegin), Cesare Valletti (Lenskij), Ed. RAI 1953
- Orchestra e Coro del teatro Bol'šoj di Mosca, Mstislav Rostropovič (direttore), Jurij Mazurok (Evgenij Onegin), Tatjana Tugarinova (Larina), Galina Visnevskaja (Tat'jana), Tamara Sinjavskaja (Olga), Vladimir Atlantov (Lenskij), Aleksandr Ognivcev (Gremin), Larisa Avdeeva (Filipp'evna), Melodiya Angel SLS 951 1970
- Coro della radio di Lipsia; orchestra della Staatskapelle di Dresda, James Levine (direttore); Mirella Freni, Thomas Allen, Neil Schicoff, Paata Burchuladze, Anne Sofie von Otter; Deutsche grammophone, 1987
- Coro e orchestra dell'opera di Sofia, Emil Čakărov (direttore); Anna Tomowa-Sintow, Jurij Mazurok, Nicolai Gedda, Nikola Gjuzelev, Rosica Troeva-Mirčeva; Sony Classical 1988
- Royal Op. House Covent Garden, Georg Solti; Nicolai Ghiaurov, Teresa Kubiak, Bernd Weikl; 1974 Decca

## DVD
- Eugene Onegin, Solti/Ghiaurov/Kubiak/Weikl, regia Peter Weigl - 1974 Decca
- Evgenij Onegin, Bartoletti/Freni/Walker/Brendel/Ghiaurov, 1984 Arthaus
- Eugene Onegin, Gergiev/Netrebko/Beczala/MET - 2013 Deutsche Grammophon
- Eugene Onegin, Barenboim/Mattei/Samuil/Kaiser, regia Andrea Breth - 2007 Deutsche Grammophon
- Eugene Onegin, Gergiev/Hvorostovsky/Fleming/Vargas, regia Robert Carsen, Met 2007, Decca